# Cladoselache
Cladoselache és un gènere de tauró extint que aparegué al període Devonià.
Es creu que el Cladoselache creixia fins als dos metres de longitud. Tenia una articulació mandibular molt dèbil comparada amb la dels taurons actuals, però ho compensava amb uns músculs mandibulars molt potents. S'ha deduït del seu cos llarg i esvelt i de la forma de forca de la seva cua que el Cladoselache era un predador que nedava amb rapidesa. Les seves dents tenien múltiples puntes i tenien la vora plana, cosa que les feia aptes per a atrapar les preses, però no per a estripar-les o mastegar-les. Per tant, el Cladoselache probablement atrapava les preses per la cua i se les menjava senceres. Fou el tauró més primitiu. La seva boca era inusual i es trobava exactament al centre del seu cap. A diferència dels taurons actuals, no estava cobert en gran part amb denticles dèrmics, sinó que només en tenia una mica al voltant de les aletes i dels ulls. Tenia dues aletes dorsals, cadascuna amb una punxa.